# Javier Esparza (neurocirujano)
José Javier Esparza Rodríguez de Trujillo (Burgos, 1944) es un neurocirujano infantil español, especialista también  en cirugía craneofacial. En 1982 creó el Servicio de Neurocirugía Infantil del Hospital Infantil 12 de Octubre de Madrid del que ha sido su director hasta su jubilación en el año 2010.

## Datos biográficos
El Dr.Javier Esparza nació en Burgos en el año 1944. Después de una amplia experiencia como neurocirujano general se formó en Neurocirugía Pediátrica en el Hospital de la Timone de Marsella, Hospital Necker de París y el Children's Hospital de Toronto.
En el año 1982 Javier Esparza crea el Servicio de Neurocirugía Pediátrica dependiente del Hospital madrileño 12 de Octubre siendo el Jefe de dicho Servicio hasta su jubilación en el año 2010. Ha sido Director del Hospital del Niño Jesús en Madrid, Director médico del Hospital 12 de Octubre, Secretario de la Sociedad Española de Neurocirugía (SENEC), Secretario de la Comisión Nacional de Neurocirugía, profesor asociado de la Universidad Complutense de Madrid. y coordinador de la Unidad de Cirugía Craneofacial del Hospital 12 de Octubre.

## Historia de la Neurocirugía Pediátria en España
Se considera a Sixto Obrador Alcalde el pionero español en neurocirugía. Los pioneros en la neurocirugía pediátrica fueron, en la década de 1960,  Martín G. Blázquez en Madrid y Pablo Fuenmayor en Barcelona.  Sixto Obrador encargó a Martín G. Blázquez  la neurocirugía del Hospital Infantil de la Paz en 1965. Así pues Martín G. Blázquez puede considerarse el primer neurocirujano pediátrico de España. Ya figuraba entre sus primeros colaboradores el reconocido neurocirujano pediátrico Javier Esparza, quien creará en 1982 el primer Servicio de Neurocirugía Pediátrica de España en el Hospital 12 de Octubre de Madrid.

## Premios y honores
- (1981) Tesis doctoral con la calificación de sobresaliente cum laude en la Facultad de Medicina de la Universidad Complutense de Madrid.
- 1982 - Premio Sixto Obrador de la Sociedad Española de Neurocirugía por la publicación "Los gradientes de presión intracraneal en función de la permeabilidad de los espacios subaracnoidéos"[6][5]
- (2015)  Medalla de oro de la Sociedad Española de Neurocirugía

## Publicaciones
Algunas de las publicaciones de Javier Esparza pueden consultarse en línea a texto completo:
- J. Esparza; J. Hinojosa; Mª J. Muñoz; A. Romance; I. García-Recuero y A. Muñoz, Diagnóstico y tratamiento de la plagiocefalia posicional. Protocolo para un Sistema Público de Salud, Neurocirugía, ISSN 1130-1473, http://dx.doi.org/10.4321/S1130-14732007000600001 Neurocirugía v.18 n.6 Murcia dic. 2007.
- Publicaciones de Javier Esparza en JNS - Journal of Neurosurgery (enlace roto disponible en Internet Archive; véase el historial, la primera versión y la última).

Autor de numerosas publicaciones en revistas científicas nacionales e internacionales.
Autor en 2012 y 2013 de tres cartas en el diario El País sobre las anomalías congénitas en donde manifestó su opinión contraria a la reforma que pretendía realizar el por entonces Ministro Alberto Ruiz Gallardón y que tuvieron un gran impacto en la opinión pública.